# Песков, Василий Михайлович
Васи́лий Миха́йлович Песко́в (14 марта 1930, с. Орлово, Рождественско-Хавский район, Центрально-Чернозёмная область — 12 августа 2013, Москва) — советский писатель, журналист и фотокорреспондент, тележурналист. Ведущий программы «В мире животных» (1975—1997), путешественник. Лауреат Ленинской премии (1964), Премии Президента Российской Федерации (1998) и Премии Правительства Российской Федерации 2013 года в области средств массовой информации (посмертно).

## Биография
Родился 14 марта 1930 года в селе Орлово Рождественско-Хавского (ныне — Новоусманского) района Центрально-Чернозёмной (ныне — Воронежской) области в семье машиниста подъёмного крана и крестьянки. После Великой Отечественной войны семья переехала в соседний посёлок Воля.
После окончания семилетней школы учился в Воронежской школе киномехаников (до 1947 года). Затем по настоянию родителей вернулся домой и продолжил обучение в средней школе, которую окончил в 1950 году. После окончания школы женился на своей однокласснице Елене. Весной 1951 года начал работать в родной школе пионервожатым, вёл там фотокружок. Летом 1951 года переехал с семьёй в Воронеж. Работал мастером фотоателье, свободное время проводил за городом, осваивая технику съёмки животных и птиц. Через год обзавёлся собственным фотооборудованием, приобрёл лицензию кустаря, создал свою лабораторию.
В 1953 году начал работать в воронежской газете «Молодой коммунар» сначала фотографом, а после успешной публикации первого очерка — «Апрель в лесу» — штатным корреспондентом.
В 1956 году отправил несколько своих статей в «Комсомольскую правду», после чего был приглашён на работу в Москву.
С 1956 года — обозреватель газеты «Комсомольская правда». Являлся постоянным автором рубрики «Окно в природу».
Первая книга очерков вышла в 1960 году.
13 апреля 1961 года вместе с корреспондентом «Комсомольской правды» Павлом Романовичем Барашевым (1926—1981) взял первое интервью у Юрия Гагарина.
С 1975 по 1990 год вёл телевизионную передачу «В мире животных» вместе с Николаем Дроздовым.
С 1995 по 1997 год вёл данную программу самостоятельно, когда она выходила на РТР.
С 1999 по 2003 год был ведущим телевизионной версии своих очерков «Окно в природу», которая транслировалась на московском телеканале «Столица» (с 2000 года — на М1).
Вместе с такими выдающимися земляками как М. И. Картавцева, В. И. Воротников, Х. М. Молодцова в 1998 году был удостоен звания Почётный гражданин города Воронежа
Скончался на 84-м году жизни 12 августа 2013 года в Москве. По завещанию Василия Михайловича Пескова, его тело кремировали, часть праха была развеяна 20 сентября, на 40-й день после смерти, над полем возле посёлка Воля, на его второй родине, куда он вместе со своими родителями переехал жить из соседнего села Орлово. Поле находится на опушке леса. На краю леса по дороге на кордон Ракитино лежит камень, который ещё при жизни сам Василий Михайлович привёз из Мордовии. На камне написаны его слова: «Главная ценность в жизни — сама жизнь».

## Семья
Жена — Елена Никифоровна Пескова (умерла в 2003 году). Супруги развелись, когда дочь училась в первом классе.
- Дочь — Татьяна Васильевна Пескова (умерла в январе 2013 года). Работала учителем русского языка и литературы, выйдя на пенсию, писала для газеты, издававшейся в подмосковном Серпухове[11].
  - Внук — Дмитрий Анатольевич Песков (родился в 1974 году), в 1996 году окончил Институт математики, информатики и естественных наук[11].

## Оценки
Исследователь журналистики А. Г. Ланько относит В. М. Пескова к числу немногих российских журналистов научно-популярной тематики, публикующихся в массовых изданиях, которые «сохраняют свой индивидуальный, узнаваемый стиль», и для публикаций которых не характерен «диктат сенсационности» и поверхностное комментирование.
Исследователи-филологи О. И. Соколова и С. А. Станиславская, исследуя речевой портрет В. М. Пескова, оценивают творчество В. М. Пескова как образец журналистского мастерства, считая его носителем высокого типа речевой культуры. Свою оценку они основывают на отнесении журналиста к носителям полнофункционального типа речевой культуры, основанной на жизненном опыте и нравственных ценностях, и отмечают:
Для его речи характерны как творческая индивидуальность, проявляющаяся в умелом использовании экспрессивно-выразительных средств, благодаря которому узнается «почерк» автора, так и своеобразие газетно-публицистического дискурса профессиональной журналистской речи: следование законам жанра, реализация основной функции публицистического стиля, соблюдение норм литературного языка.
Кандидат филологических наук М. А. Куроедова неотъемлемой речевой характеристикой выступлений Пескова называет поэтизацию жизненного пространства, которое включает природу и её живых обитателей.

## Награды
- Орден Знак Почёта[15].
- Орден Трудового Красного Знамени (4 мая 1962 года) — в связи с 50-летием газеты «Правда», за плодотворную работу в области журналистики и отмечая большие заслуги в развитии советской печати, издательского дела, радио и телевидения[16].
- Ленинская премия (1964) — «за книгу „Шаги по росе“».
- Орден Октябрьской Революции (23 января 1986 года) — за плодотворную работу по коммунистическому воспитанию молодёжи[17].
- Премия Президента Российской Федерации в области печатных средств массовой информации за 1997 год (15 января 1998 года)[18].
- Орден «За заслуги перед Отечеством» IV степени (5 мая 2003 года) — за большой вклад в развитие отечественной журналистики[19].
- Областная литературная премия имени М. М. Пришвина (Московская область, 17 октября 2005 года) — за серию книг «Окно в природу»[20].
- Премия Союза журналистов России «Золотое перо России» за 2005 год (10 марта 2006 года) — «за серию публикаций в защиту заповедников России; за последовательность и принципиальность позиции»[21][22].
- Премия Правительства Российской Федерации 2013 года в области средств массовой информации (посмертно) (17 декабря 2013 года) — «за персональный вклад в развитие средств массовой информации»[23].
- Литературная премия им. М. Кольцова.
- Звание почётного жителя города Воронежа (1998).

## Библиография

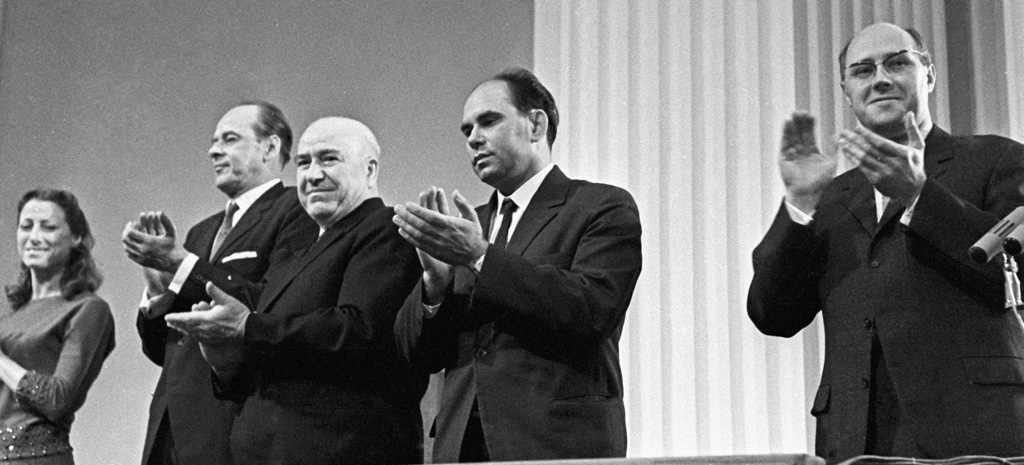
Лауреаты Ленинской премии Майя Плисецкая, Николай Черкасов, Александр Дейнека, Василий Песков и Мстислав Ростропович, 1964 год

## Память

Мемориальная доска в Воронеже

- 23 августа 2013 года Воронежскому государственному природному биосферному заповеднику было присвоено имя Василия Михайловича Пескова. На территории заповедника открыт музей В. М. Пескова. На Центральной усадьбе заповедника в конце 2020 года установлен бронзовый монумент журналисту[24].
- В 2014 году издательским домом «Комсомольская правда» было подготовлено Полное собрание сочинений Василия Пескова в 23 томах[25]. Так же в этом году вышло автобиографическое произведение под авторством сестры Василия Михайловича, Марии Песковой, под названием «Самородок»[26].
- 29 декабря 2015 в посёлке Воля имя писателя присвоено Тресвятской средней школе[27].
- В 2016 году его именем назван один из островов Большой Курильской гряды[28].
- В 2016 году новой улице Воронежа присвоили имя Пескова[29]. Улицы Василия Пескова есть также на малой родине писателя в селе Орлово[30] и посёлке Воля.
- В 2017 году на здании Воронежской школы киномехаников (пр. Революции, 20) установили мемориальную доску В. М. Пескову[31].
- В 2020 году в Орлове именем писателя назван сквер и установлен памятник[32].
- Конкурс среди журналистов и блогеров имени Василия Пескова «Окно в природу»[33].
- В 2025 году в Москве на доме, в котором жил Василий Михайлович Песков, установлена мемориальная доска[34].